# Guachara (Venezuela)
Pour les articles homonymes, voir Guachara.
Guachara est la capitale de la paroisse civile éponyme de Guachara dans la municipalité d'Achaguas dans l'État d'Apure au Venezuela.